# ベノー・グーテンベルグ
ベーノー・グーテンベルク（Beno Gutenberg, 1889年6月4日 - 1960年1月25日）は、ドイツ生まれの地震学者・地球科学者である。カリフォルニア工科大学でチャールズ・リヒターの同僚で、リヒターとともに地震の大きさを表すリヒター・スケールを完成させた。

## 経歴
ダルムシュタットに生まれた。ゲッティンゲン大学で物理学を学び、ストラスブール大学（シュトラースブルク大学）で働いたが、ストラスブールがフランス領となったために失職し、父親の仕事を手伝った後、1926年フランクフルト大学の助教授となった。ユダヤ系であったためにドイツでの待遇は低く、1930年にアメリカ合衆国に移りカリフォルニア工科大学の教授となった。
同僚のリヒターとともに地震の大きさエネルギーの関係をあらわすリヒター・スケールを完成させた。
{\displaystyle \!\ \log E(s)=11.8+1.5M}
また地震の際に地球内部において地震波のうちP波の地震波速度が遅くなり、またS波が伝わらなくなる部分（グーテンベルク不連続面）があることを発見した。

## 受賞歴
- 1947年 アッカデーミア・デイ・リンチェイ外国人会員
- 1950年 シャルル・ラグランジェ賞（ベルギー王立アカデミー）
- 1953年 ウィリアム・ボウイ・メダル（アメリカ地球物理学連合）
- 1956年 エミール・ヴィーヘルト・メダル（ドイツ地球物理学会）